# STAY (可苦可樂單曲)
《STAY》，是日本樂團可苦可樂的第18張單曲。2009年7月15日發行。

## 簡介
前作《彩虹》約3個月之後發行。作為專輯《CALLING》的先行單曲。
PV在長野縣上田市拍攝。女演員石川紗彩出演了PV。
被用作佐藤浩市主演的TBS電視劇《官僚們的夏天》的主題曲。
在Oricon公信榜最高排行第3位。累計銷量約8.6萬張，是自《DOOR》之後首張累計銷量未能超過10萬張的單曲。

## 收錄曲目
1. STAY
  - TBS系電視劇《官僚們的夏天》的主題曲
2. FREEDOM TRAIN
3. 想與你度過（君といたいのに）
4. STAY (Instrumental)
5. FREEDOM TRAIN (Instrumental)

## 外部連結
- STAY（初回盤） 唱片介紹
- STAY（通常盤） 唱片介紹